# Ordre national du Québec
Pour les articles homonymes, voir GOQ.
L'Ordre national du Québec est la plus haute distinction décernée par le gouvernement du Québec, instauré en 1984, pour souligner l'apport de Québécoises et Québécois au rayonnement du Québec, de par leurs réalisations, leurs valeurs ou leurs idéaux, ou encore qui participent de façon significative à son évolution.

## Description

Drapeau de l'Ordre national du Québec.

L'expression « Ordre national du Québec » désigne à la fois la distinction et le groupe de personnes qui ont reçu celle-ci.
Cet ordre est composé de personnes à qui le gouvernement a conféré le titre de grand officier ou grande officière (G.O.Q.), d'officier ou d'officière (O.Q.) ou de chevalier ou chevalière (C.Q.). Il témoigne des actions éminentes accomplies par des personnes, actions qui ont marqué l'évolution du Québec ou qui ont permis son rayonnement dans les différents secteurs de l'activité québécoise.
Sur réception de candidatures de toute personne née au Québec ou y résidant, membres de l'Assemblée nationale du Québec exceptés, un groupe de personnes, formé en conseil, fait ses recommandations au premier ministre du Québec. Ce dernier désigne alors les personnes qui recevront l'un des trois titres mentionnés auparavant.
Un insigne sous forme de médaille accompagne la remise de chaque titre. Ces insignes s'inspirent des meubles héraldiques du Québec, tels que véhiculés par le drapeau du Québec : la fleur de lys et les couleurs bleu azur et blanc.
Une personne peut recevoir différents titres au cours de sa vie, tout comme elle peut les recevoir à titre posthume. Le premier ministre du Québec peut aussi procéder à des nominations de personnes étrangères qui seront membres honoraires de l'ordre (ainsi Jacques Chirac est officier, et l'abbé Pierre grand officier).

## Membres
Les grades de l'Ordre sont :
- grand officier ou grande officière (GOQ) ;
- officier ou officière (OQ) ;
- chevalier ou chevalière (CQ).

## Historique
L'Assemblée nationale du Québec adopte la Loi sur l'Ordre national du Québec le 20 juin 1984. Cette distinction est décernée annuellement à partir de l'année 1985.
Le 13 décembre 2023, Gérard Depardieu, chevalier de l'Ordre décoré en 2002 par Bernard Landry, est radié de l'Ordre national par le premier ministre du Québec, François Legault, sous la recommandation unanime des membres du Conseil de l’Ordre national du Québec, en raison de ses propos sur les femmes mis en lumière dans Complément d'enquête sur France 2. Il s'agit d'une première dans l'histoire de l'Ordre. Pourtant, le règlement de régie interne n'autorise la radiation que pour fautes graves, après connaissance des sanctions juridiques.

### Présidents du Conseil de l'Ordre
- 1985 - 1985 : Alfred Rouleau
- 1986 - 1987 : Alan B. Gold
- 1987 - 1989 : Pierre Dansereau
- 1989 - 1991 : Alan B. Gold
- 1991 - 1993 : Bernard Lamarre
- 1993 - 1994 : Maryvonne Kendergi
- 1994 - 1996 : Louis Berlinguet
- 1997 - 1999 : Jacques Genest
- 1998 - 2000 : Marc-Adélard Tremblay
- 2000 - 2005 : Bernard Lamarre
- 2006 - 2009 : Bernard Voyer
- 2009 - 2011 : Maryse Lassonde
- 2011 - 2013 : Bernard Voyer
- 2013 - 2014 : Jean-Paul L'Allier
- 2014 - 2016 : Clément Richard
- 2016 - 2018 : Jean-Guy Paquet
- 2018 - 2020 : Liza Frulla
- 2020 - 2022 : Jacques Girard
- 2023 - 2025 : Claudine Roy